# Heuliez GX337
L'Heuliez GX337 è un autobus francese prodotto a partire dal 2013.

## Progetto

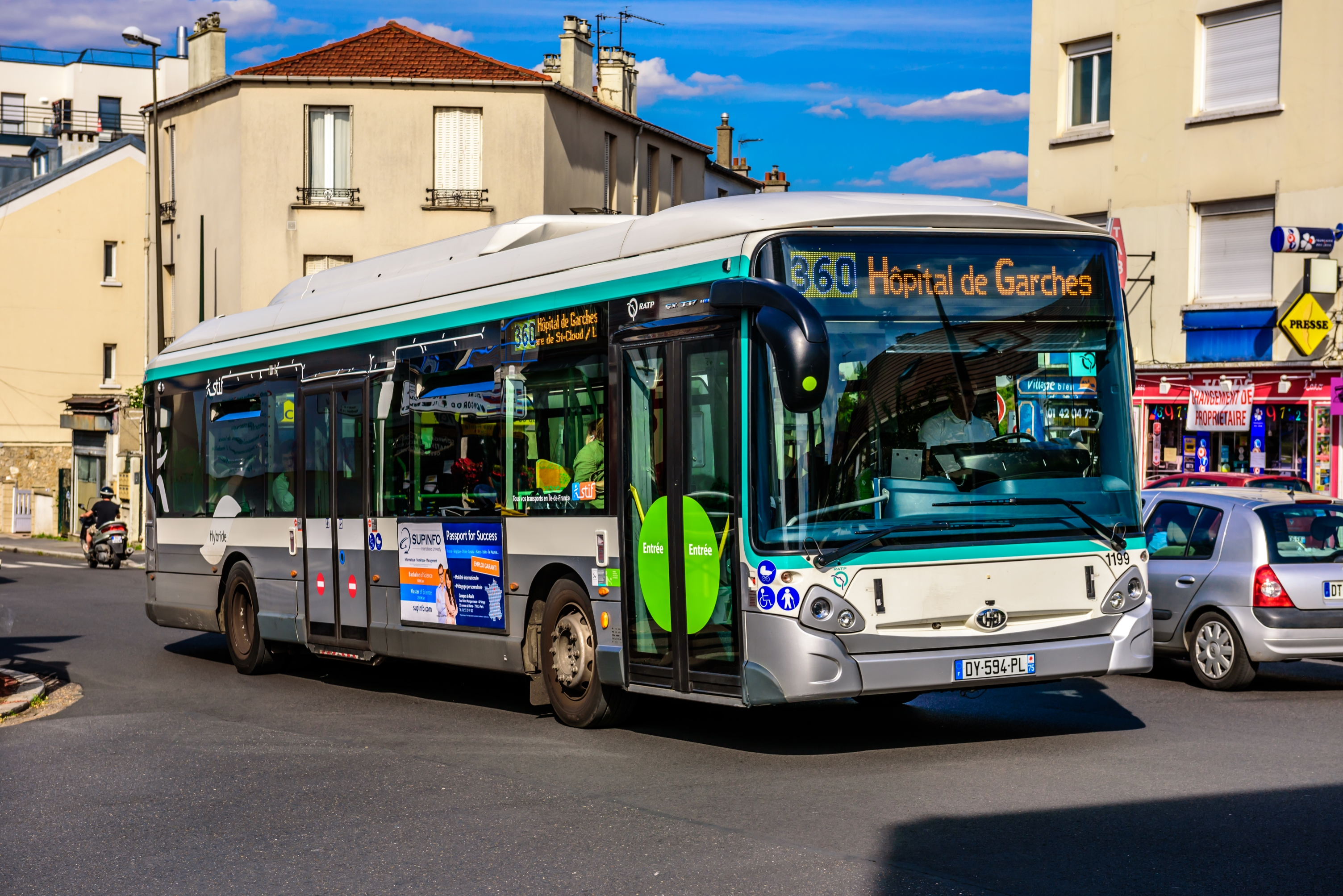
GX337 HYB in servizio a Parigi

Il GX337 nasce sulla base del precedente GX327, nell'ambito della gamma Access'bus del costruttore francese. Deriva strettamente dall'Urbanway, autobus simile prodotto dalla consociata Iveco Bus. I due mezzi condividono telaio e parte della meccanica; si differenziano tuttavia per qualità delle finiture e degli assemblaggi, superiori sull'Heuliez.
Oltre che nella taglia da 12 metri, sono in produzione la versione snodata (GX437) e midibus (GX137).

## Tecnica
Come già accennato, il GX337 condivide la meccanica con l'Iveco Urbanway. È disponibile il motore Tector 7 da 6728 cc, erogante 286 cavalli e declinato in alimentazione diesel e CNG. La trasmissione è automatica, a scelta tra ZF Ecolife a 6 marce e Voith a 4 marce. Sono inoltre disponibili la versione ibrida (GX337 HYB) e quella elettrica (GX337 ELEC), quest'ultima prodotta a partire dal 2016.
Costruito con la tecnica del pianale ribassato, presenta una vasta gamma di personalizzazioni sia interne che esterne, dai passaruota carenati ai sistemi di illuminazione interni di tipo Lampa'bus.

## Versioni
Ecco un riepilogo delle versioni prodotte:

### GX337 standard[1]

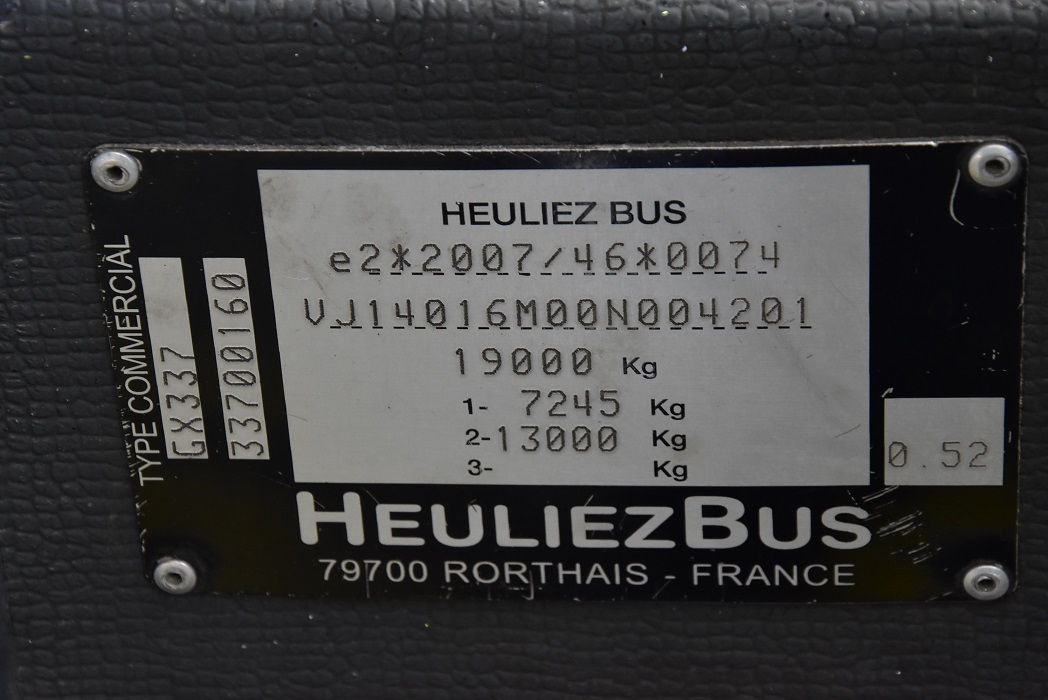
Targhetta del costruttore

- Lunghezza: 12,06 - 17,8 metri (GX437)
- Allestimento: Urbano
- Alimentazione: Gasolio, CNG (quest'ultima versione solo per il GX337)
- Porte: da 2 a 4, rototraslanti o scorrevoli

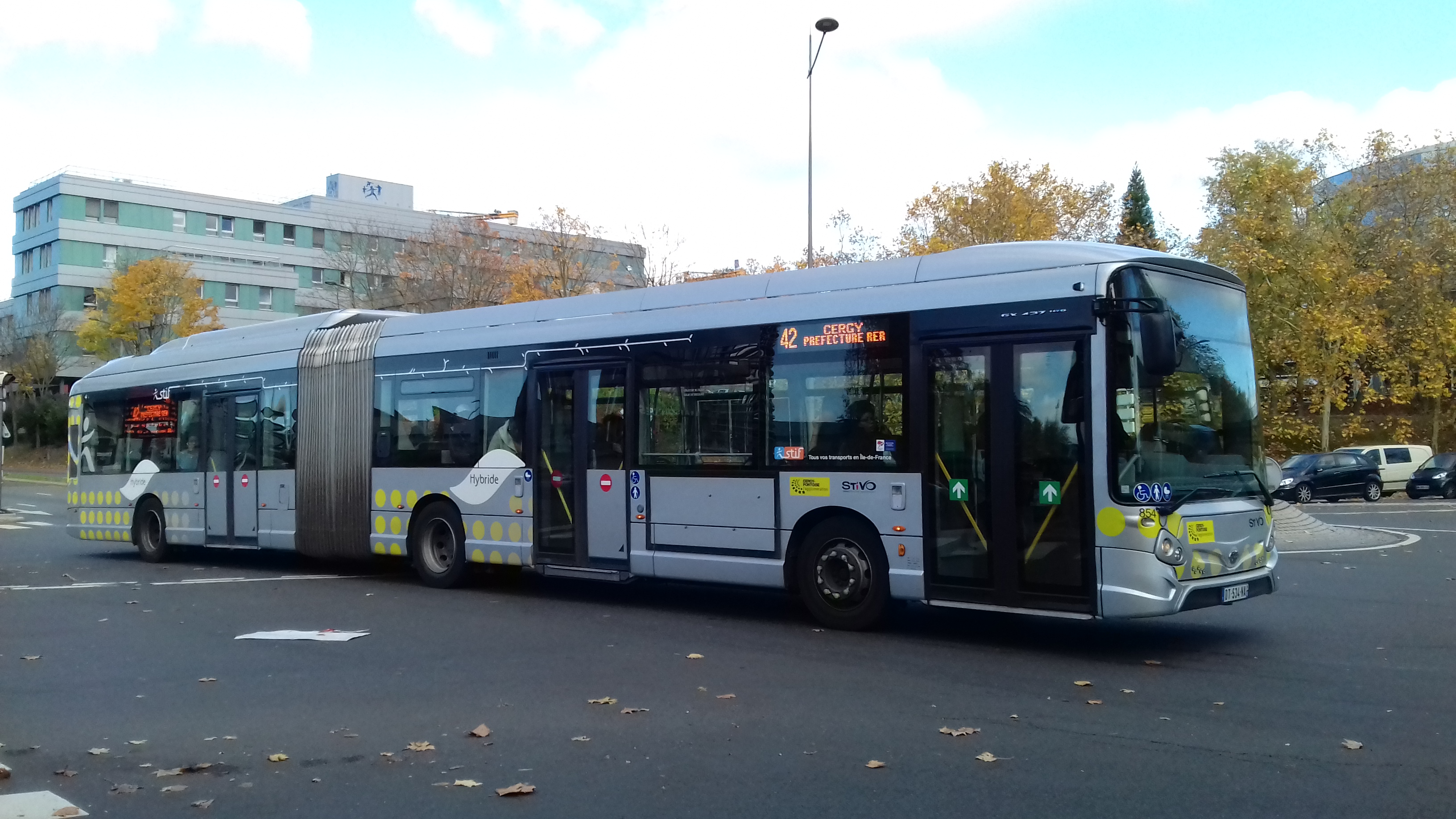
GX437 HYB

### GX337 HYB[2]
- Lunghezza: 12,06 - 17,8 metri (GX437 HYB)
- Allestimento: Urbano
- Alimentazione: Ibrido
- Porte: da 2 a 4, rototraslanti o scorrevoli

### GX337 ELEC[3]
- Lunghezza: 12,06 metri
- Allestimento: Urbano
- Alimentazione: Elettrico
- Porte: da 2 a 4, rototraslanti o scorrevoliGX437 HYB

## Diffusione
L'Heuliez GX337 sta avendo un discreto successo in Francia, non essendo commercializzato all'estero. Sono tuttora in circolazione svariati esemplari ibridi per la RATP di Parigi.7